# Нортпорт (Висконсин)
Нортпорт (енгл. Northport) насељено је место без административног статуса у америчкој савезној држави Висконсин.

## Демографија
По попису из 2010. године број становника је 491.
| Група             | 2000.    | 2010.       |
| Белци             | 0 (0,0%) | 483 (98,4%) |
| Афроамериканци    | 0 (0,0%) | 1 (0,2%)    |
| Азијати           | 0 (0,0%) | 1 (0,2%)    |
| Хиспаноамериканци | 0 (0,0%) | 1 (0,2%)    |
| Укупно            | 0        | 491         |